# Лукас Рамірес
Лукас Перейра Рамірес Константе (порт.-браз. Lucas Pereira Ramires Constante; нар. 27 квітня 2002, Трес-Корасойнс, Мінас-Жерайс, Бразилія) — бразильський футболіст, захисник полтавської «Ворскли».

## Життєпис
Футбольну кар'єру розпочав в «Ерсіліу Луж», у футболці якого дебютував 8 листопада 2020 року в програному (0:1) виїзному поєдинку 2-го туру Серії Б Ліги Катаріненсе проти лажиського «Інтернасіонала». Лукас вийшов на поле в стартовому складі та відіграв увесь матч. У листопаді 2020 року провів 2 поєдинки у Серії Б Ліги Катаріненсе.
На початку січня 2021 року перебрався до «Еспортіву». Дебютував за нову команду 12 червня 2021 року в переможному (2:1) домашньому поєдинку 2-го туру 8-ї групи Серії D чемпіонату Бразилії проти «Греміу Еспортіву Жувентус». Рамірес вийшов на поле на 81-й хвилині замість Лаілсона. Загалом провів 10 матчів у четвертому дивізіоні бразильського чемпіонату.
На початку листопада 2021 року відправився в 1-річну оренду до «Жувентуде». Спочатку виступав за молодіжні команди клубу. За першу команду клубу дебютував 2 березня 2022 року в переможному (2:1) виїзному поєдинку першого раунду кубку Бразилії проти «Порту-Велью». Лукас вийшов на поле на 87-й хвилині замість парагвайця Ісідоро Пітти. В еліті бразильського футболу дебютував 13 листопада 2022 року в програному (1:4) поєдинку 38-го туру проти «Сеари». Рамірес вийшов на поле на 66-й хвилині замість Таллісона Келвена, а на 88-й хвилині отримав жовту картку. Після цього за першу команду не виступав.
У середині лютого 2023 року, після вдалого перегляду на зимових зборах в Туреччині, підписав 3-річний контракт з «Ворсклою». У футболці полтавського клубу дебютував 5 березня 2023 року в програному (2:3) домашньому поєдинку 16-го туру Прем'єр-ліги України проти луганської «Зорі». Рамірес вийшов на поле в стартовому складі, на 64-й хвилині отримав жовту картку, а на 72-й хвилині пряму червону картку. У сезоні 2022/23 років провів 9 матчів за «Ворсклу».